# Forme
Forme so naselje v Občini Škofja Loka.